# Alan van Sprang
Alan van Sprang (Calgary, 19 giugno 1971) è un attore canadese.

## Biografia
È noto soprattutto per avere interpretato sir Francis Bryan nella serie tv I Tudors, per essere apparso nei film sui morti viventi di George A. Romero e per la parte di re Enrico nella serie originale CW Reign. Ha interpretato inoltre Valentine Morgenstern nella serie tv Shadowhunters, l'adattamento televisivo della serie di best seller The Mortal Instruments di Cassandra Clare.

## Vita privata
Ha un figlio, Logan.

## Filmografia

### Cinema
- In fuga dal nemico (Dangerous Intentions), regia di Michael Toshiyuki Uno (1995)
- A spasso col rapinatore (Carpool), regia di Arthur Hiller (1996)
- Masterminds - La guerra dei geni (Masterminds), regia di Roger Christian (1997)
- Steal This Movie, regia di Robert Greenwald (2000)
- The Uncles, regia di James Allodi (2000)
- Narc - Analisi di un delitto (Narc), regia di Joe Carnahan (2002)
- The Visual Bible: The Gospel of John, regia di Philip Saville (2003)
- La terra dei morti viventi (Land of the Dead), regia di George A. Romero (2005)
- Saw III - L'enigma senza fine (Saw III), regia di Darren Lynn Bousman (2006)
- Shutter, regia di Jessica Joy Wise - cortometraggio (2007)
- Le cronache dei morti viventi (Diary of the Dead), regia di George A. Romero (2007)
- Phantom Punch, regia di Robert Townsend (2008)
- Survival of the Dead - L'isola dei sopravvissuti (Survival of the Dead), regia di George A. Romero (2009)
- Pay in Full, regia di Walter Alza (2010)
- Immortals, regia di Tarsem Singh Dhandwar (2011)

### Televisione
- The Black Fox - Terra senza legge (Black Fox: Good Men and Bad), regia di Steven H. Stern – film TV (1995)
- Omicidio su Internet (Closer and Closer), regia di Fred Gerber – film TV (1996)
- Un enigma per Rose (Conundrum), regia di Douglas Barr – film TV (1996)
- Viper – serie TV, episodio 2x01 (1997)
- Highlander: The Raven – serie TV, episodio 1x03 (1998)
- Made in Canada – serie TV, episodi 1x04-1x05 (1998)
- The City – serie TV, episodio 2x01 (1999)
- Power Play – serie TV, episodio 1x09 (1999)
- Nikita – serie TV, episodio 3x10 (1999)
- Psi Factor – serie TV, episodio 4x08 (1999)
- Best Actress, regia di F. Harvey Frost - film TV (2000)
- Traders – serie TV, episodio 5x07 (2000)
- D.C. – serie TV, episodi 1x06-1x07 (2000)
- Drop the Beat – serie TV, episodi 2x09-2x10 (2000)
- Code Name: Eternity – serie TV, episodio 1x11 (2000)
- Stolen Miracle, regia di Norma Bailey – film TV (2001)
- Earth Angels, regia di Bronwen Hughes – film TV (2001)
- Pianeta Terra - Cronaca di un'invasione – serie TV, 22 episodi (2001-2002)
- Soul Food – serie TV, episodi 1x18-2x04-2x18 (2001-2002)
- Mentors – serie TV, episodio 4x13 (2002)
- Monk – serie TV, episodio 1x05 (2002)
- Adventure Inc. – serie TV, episodio 1x09 (2002)
- Veritas: The Quest – serie TV, episodio 1x06 (2002)
- Do or die, regia di David Jackson – film TV (2003)
- Bliss – serie TV, episodio 2x07 (2003)
- Mutant X – serie TV, episodio 2x18 (2003)
- Starhunter – serie TV, episodio 2x01 (2003)
- Playmakers – serie TV, episodio 1x11 (2003)
- Velocità estrema (Rush of fear), regia di Walter Klenhard - film TV (2003)
- In the Dark, regia di Leonard Farlinger – film TV (2003)
- A Taste of Shakespeare – serie TV, 2 episodi (2003-2007)
- Puppets Who Kill – serie TV, episodio 2x06 (2004)
- The Newsroom – serie TV, episodio 1x11 (2004)
- Evel Knievel, regia di John Badham - film TV (2004)
- Il ritorno dei dinosauri (Anonymous Rex), regia di Julian Jarrold – film TV (2004)
- Paradise Falls – serie TV, 16 episodi (2004)
- G-Spot – serie TV, episodio 1x03 (2005)
- Confessioni di una giovane sposa (Confessions of an American Bride), regia di Douglas Barr – film TV (2005)
- Una nuova vita per Zoe (Wild Card) – serie TV, episodio 2x14 (2005)
- Missing (1-800-Missing) – serie TV, episodio 3x03 (2005)
- Devil's Perch, regia di Ron Murphy – film TV (2005)
- Degrassi: The Next Generation – serie TV, episodio 5x13 (2005)
- 11 Cameras – serie TV, 22 episodi (2006)
- ReGenesis – serie TV, episodi 2x02-2x03-4x12 (2006-2008)
- The Best Years – serie TV, 11 episodi (2007)
- Would Be Kings – serie TV, episodi 1x01-1x02 (2008)
- I Tudors (The Tudors) – serie TV, 8 episodi (2009)
- Guns – serie TV, episodi 1x01-1x02 (2009)
- Flashpoint – serie TV, episodio 2x13 (2009)
- Cra$h & Burn – serie TV, 7 episodi (2009-2010)
- Being Erica – serie TV, episodi 2x07-2x12-3x08 (2009-2010)
- Rookie Blue – serie TV, episodio 2x02 (2011)
- King – serie TV, 21 episodi (2011-2012)
- The L.A. Complex – serie TV, episodi 2x06-2x07-2x08 (2012)
- The Listener – serie TV, episodio 4x07 (2013)
- Saving Hope – serie TV, episodio 2x08 (2013)
- Reign – serie TV, 25 episodi (2013-2014)
- Cheerleader Death Squad, regia di Mark Waters – film TV (2015)
- Beauty and the Beast – serie TV, 3x03-3x05 (2015)
- Shadowhunters – serie TV, 24 episodi (2016- 2017)
- Taken – serie TV, episodio 1x03 (2017)
- Northen Rescue - serie TV, episodio 9 (2019)

## Premi e riconoscimenti
- 2016 - Voice of TV Awards
  - Candidatura per Villain You Love to Hate per Shadowhunters

## Doppiatori italiani
Nelle versioni in italiano dei suoi film, Alan van Sprang è stato doppiato da:
- Alessio Cigliano in Reign, Beauty and the Beast
- Christian Iansante in Detective Monk
- Massimo De Ambrosis in I Tudors
- Massimo Bitossi in Flashpoint
- Stefano Thermes in Shadowhunters
- Francesco Bulckaen in Northern Rescue
- Sergio Lucchetti in Titans